# 马德河畔布孔维尔
马德河畔布孔维尔（法語：Bouconville-sur-Madt）是法国默兹省的一个市镇，属于科梅尔西区（Commercy）圣米耶县（Saint-Mihiel）。该市镇总面积6.98平方公里，2009年时的人口为104人。

## 人口
马德河畔布孔维尔人口变化图示